# Aleuritopteris farinosa
Aleuritopteris farinosa är en kantbräkenväxtart som först beskrevs av Peter Forsskål, och fick sitt nu gällande namn av Fée. Aleuritopteris farinosa ingår i släktet Aleuritopteris och familjen Pteridaceae. Inga underarter finns listade.